# Un año sin amor
Pour plus de détails, voir Fiche technique et Distribution.
Un año sin amor est un film argentin de Anahí Berneri, sorti en 2005.

## Synopsis
Un écrivain, Pablo Pérez (Juan Minujín), malade du sida cherche des soins et des relations dans des centres et des clubs de sexe de Buenos Aires.

## Fiche technique
- Scénario : Anahí Berneri et Pablo Pérez
- Musique : Martín Bauer et Leo García
- Photographie : Lucio Bonelli
- Montage : Alex Zito (Alejandro Zito)
- Direction artistique : Maria Eugenia Sueiro
- Son: Javier Farina

## Récompenses
Il a remporté un Teddy Award à la Berlinale.

## Distribution
- Juan Minujín : Pablo Pérez
- Mimí Ardú : sa tante
- Carlos Echevarría : Nicolás
- Osmar Núñez : Báez
- Carlos Portaluppi : l'éditeur
- Bárbara Lombardo : Julia
- Mónica Cabrera : l'assistante sociale
- Juan Carlos Ricci : le Dr Rizzo
- Ricardo Merkin : son père
- Daniel Kargieman : l'homme marié